# You Must Believe in Spring

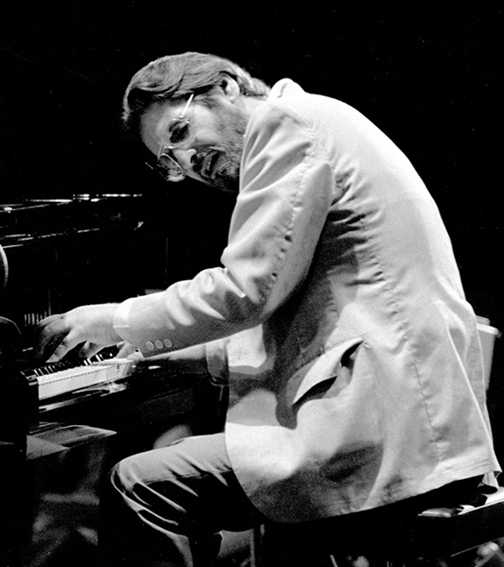
Bill Evans actuando en el Festival de Jazz de Montreux (Suiza) con su trío formado por Marc Johnson.

«You Must Believe in Spring» "Debes creer en la primavera" es el título de la canción de la película "Las señoritas de Rochefort", del año 1967. La canción fue compuesta por el autor francés Michel Legrand con el nombre de "Chanson de Maxence".
"Debes creer en la primavera" es también el título de un álbum de jaz del pianista Bill Evans y el baterista Eliot Zigmund en agosto de 1977 grabado antes de la muerte de Evans en septiembre de 1980. Fue la última grabación de Evans con Gómez, quien dejó el proyecto once años antes para cumplir otros logros musicales. Asimismo, Evans grabó la canción a dueto con el vocalista de jazz Tony Benett en su segundo álbum titulado "Juntos otra vez" (1977).

## Pistas extras
Rhino reissued You Must Believe in Spring on CD in 2003 with three new Bonus Tracks added:
1. "Without a Song" (Edward Eliscu/Billy Rose/Vincent Youmans) - 8:09
2. "Freddie Freeloader" (Miles Davis) - 7:37
3. "All of You" (Cole Porter) - 8:09

## Créditos
- Bill Evans - piano
- Eddie Gómez - bass
- Eliot Zigmund - drums